# Arzachena
Arzachena (Alzachèna in gallurese, Altzaghèna in sardo) è un comune italiano di 13 404 abitanti della provincia della Gallura Nord-Est Sardegna in Sardegna.
Situata a circa 83 m s.l.m., è dopo Olbia il comune più popoloso della Gallura, territorio del nord-est sardo. Situata a circa 25 km da Olbia e a 45 km da Tempio Pausania, ricopre una notevole importanza dal punto di vista economico, essendo insieme ad Olbia una realtà molto dinamica, sia demograficamente per la popolazione quasi triplicata dagli anni sessanta che continua a crescere a un tasso del +16% ogni decennio, sia economicamente dal punto di vista turistico e ricettivo. Il comune, frazione di Tempio Pausania fino al 1922, è suddiviso in diverse frazioni e al suo interno è racchiusa la famosa località turistica chiamata Costa Smeralda.

## Geografia fisica

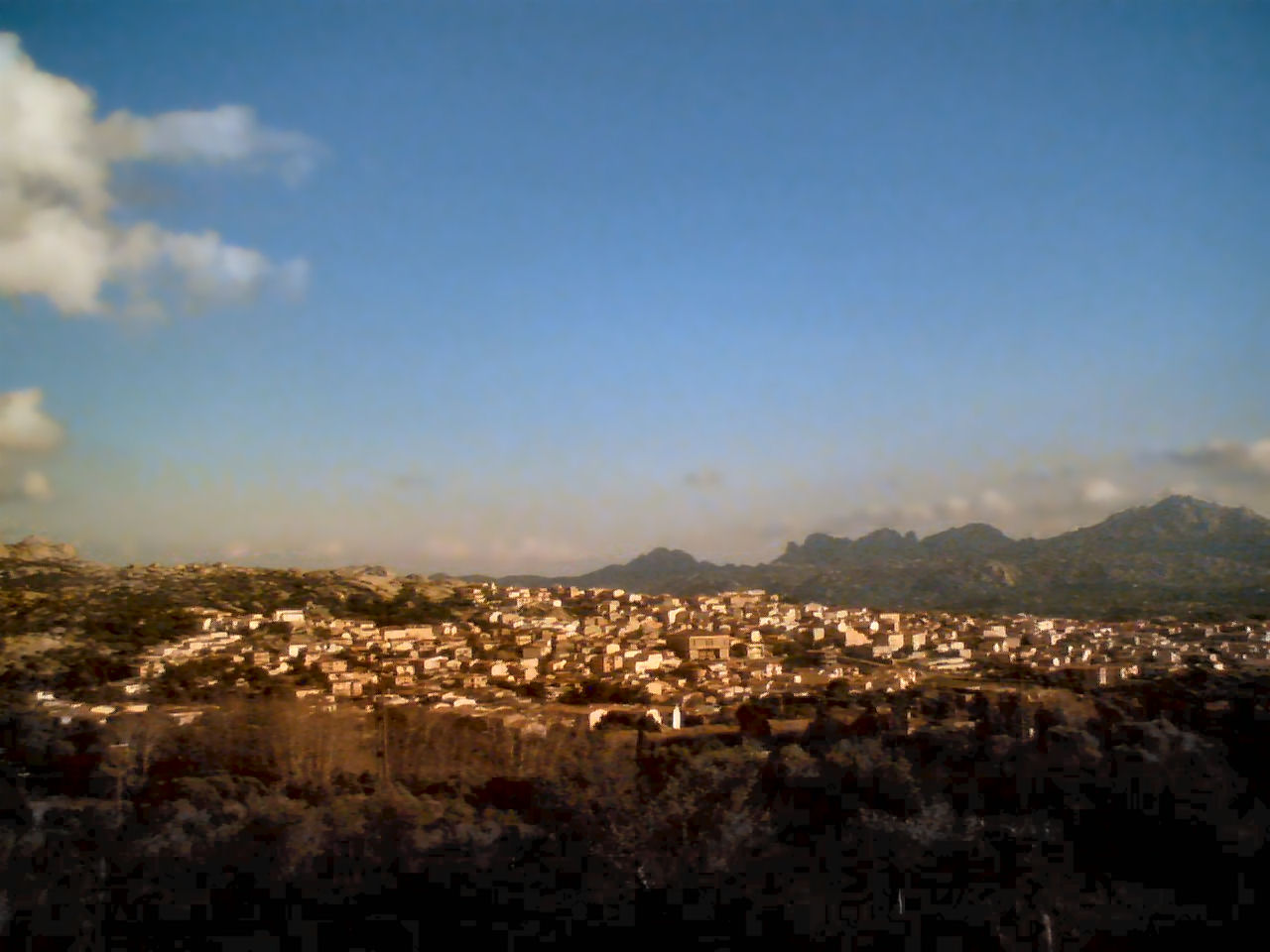
Vista della città

### Territorio
Situato nella parte nord-orientale della Sardegna, nella regione storica della Gallura, il comune è facilmente raggiungibile percorrendo l'ultimo tratto dell'Orientale Sarda (S.S. 125), che congiunge Olbia a Palau. È inoltre presente una circonvallazione lunga circa 8 km (raccordo urbano di Arzachena) che permette di raggiungere la città passando dall'esterno, che collega l'ingresso delle due parti di Arzachena, una in direzione Olbia e l'altra in direzione Palau, ovviando così il traffico molto intenso soprattutto nel periodo estivo. Il territorio comunale di Arzachena, con una superficie di circa 228 km², comprende ben 88 km di costa, ricca di baie, insenature e spiagge di cui fa parte anche il famoso complesso della Costa Smeralda, nato nel 1962 per opera del principe ismailita Karim Aga Khan IV. La costa alterna zone basse e sabbiose ad anfratti, scogli granitici di vari colori e zone umide particolarmente interessanti da un punto di vista naturalistico come gli stagni di Saloni, posti al termine del lungo fiordo denominato golfo di Arzachena.

Appartengono al territorio di Arzachena l'isola delle Rocche e gli isolotti dei Fichi d'India e dei Mucchi Bianchi.

## Origini del nome
L'origine dei toponimi quali Arzachena, Ardali, Bargasola, Libisonis, Scandariu, Sindia, Siniscola, Tiana è probabilmente da ricondurre al sostrato paleosardo.
La più antica documentazione del toponimo di Arzachena, nella forma Arsequen(e), risale al XIV secolo e si trova nell'elenco delle parrocchie della diocesi di Civita che versavano le decime alla curia romana.
Secondo il linguista Mauro Maxia il toponimo diede origine al cognome d'Arthacan, citato nelle schede 5 e 214 del Condaghe di S. Pietro di Silki.

## Storia

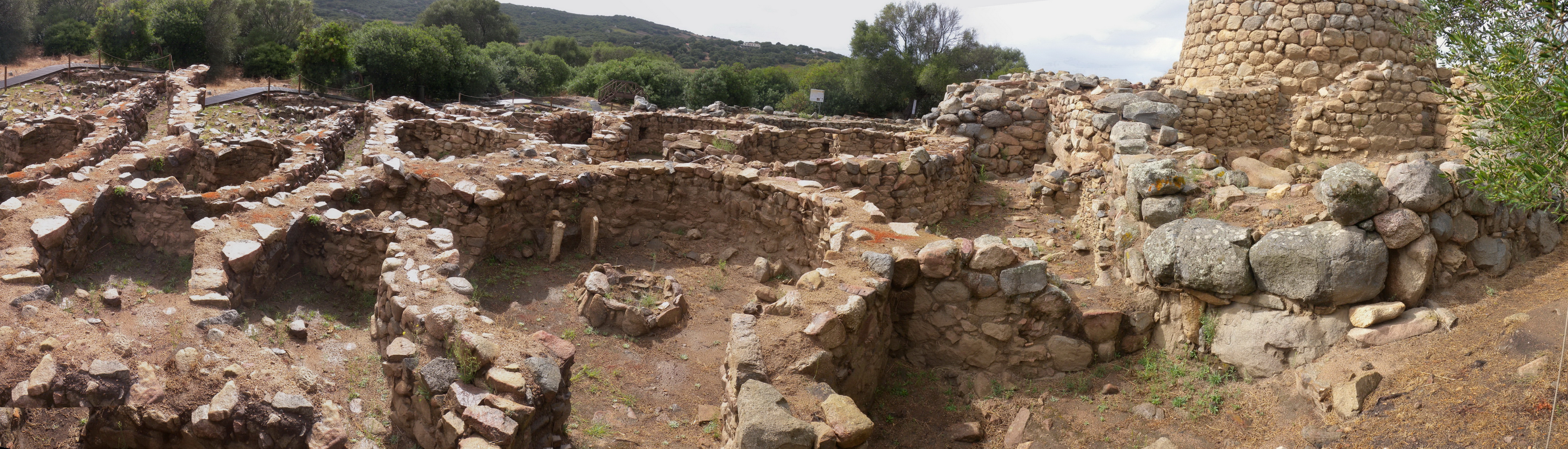
Nuraghe La Prisgiona

Il territorio è abitato dall'uomo sin dal periodo prenuragico e nuragico.
La zona, in periodo romano, era nota col nome di Turibulum per via della grande roccia a forma di fungo che sovrasta l'attuale città e consisteva in due centri vicini, Turibulum maior e Turibulum minor. Mantenne una rilevante importanza per tutto il periodo giudicale, tant'è che col nome di Arseguen costituiva il capoluogo della curatoria di Unale del Giudicato di Gallura; dopo la caduta di quest'ultimo nel 1288 passò alla repubblica di Pisa. Poco dopo l'inizio della dominazione aragonese, iniziata nel 1324, andò lentamente spopolandosi, anche a causa delle frequenti incursioni saracene e delle mortali pestilenze. Nella seconda metà del XVI secolo la zona era praticamente disabitata.
L'attuale cittadina, che poggia su un colle granitico fu edificata verso la fine del XVIII secolo per volontà del re di Sardegna Carlo Emanuele III, a causa dell'incontrollabilità della popolazione locale nonostante l'invio di forze militari ma anche per incentivare il ripopolamento del territorio. Fu così che tra il 1774 e 1776 la piccola chiesa campestre intitolata a Santa Maria d'Arzaghena (o Santa Maria della Neve) venne notevolmente ampliata e cambiò nome divenendo Santa Maria Maggiore e attorno ad essa il paese si sviluppò notevolmente, tanto che nel 1909, anno della formazione del comitato pro-autonomia, contava già 853 abitanti.
Nel 1922, dopo anni di dure lotte, ottenne l'autonomia da Tempio Pausania e da allora conobbe un continuo sviluppo urbanistico e demografico, ulteriormente amplificato negli anni sessanta dal boom turistico della Costa Smeralda.

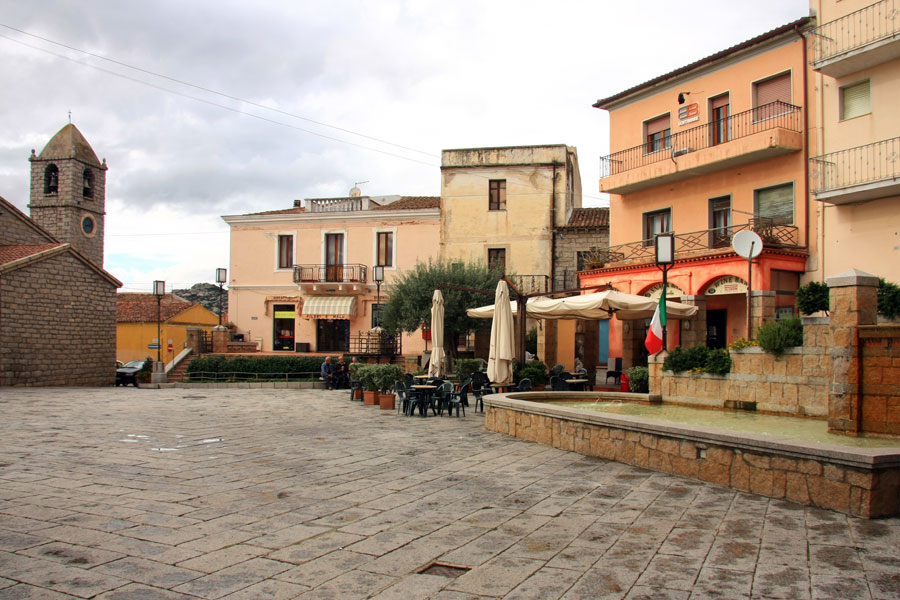
Piazza Risorgimento

Il 18 novembre 2013 ha subìto una violenta alluvione, dovuta al passaggio nella Sardegna nord-orientale del ciclone Cleopatra, che ha comportato, nella sola Arzachena, la morte dei 4 componenti di una famiglia di origine brasiliana, a causa dell'allagamento dello scantinato in cui vivevano.

### Simboli

Il gonfalone comunale

Lo stemma e il gonfalone del comune di Arzachena sono stati concessi con decreto del presidente della Repubblica del 23 maggio 1956.
Nella parte superiore è rappresentata la pianta topografica del circolo tombale di "Li Muri", in quella inferiore una collana di steatite.
Il gonfalone è un drappo partito di rosso e di azzurro.

## Monumenti e luoghi d'interesse

### Architetture religiose

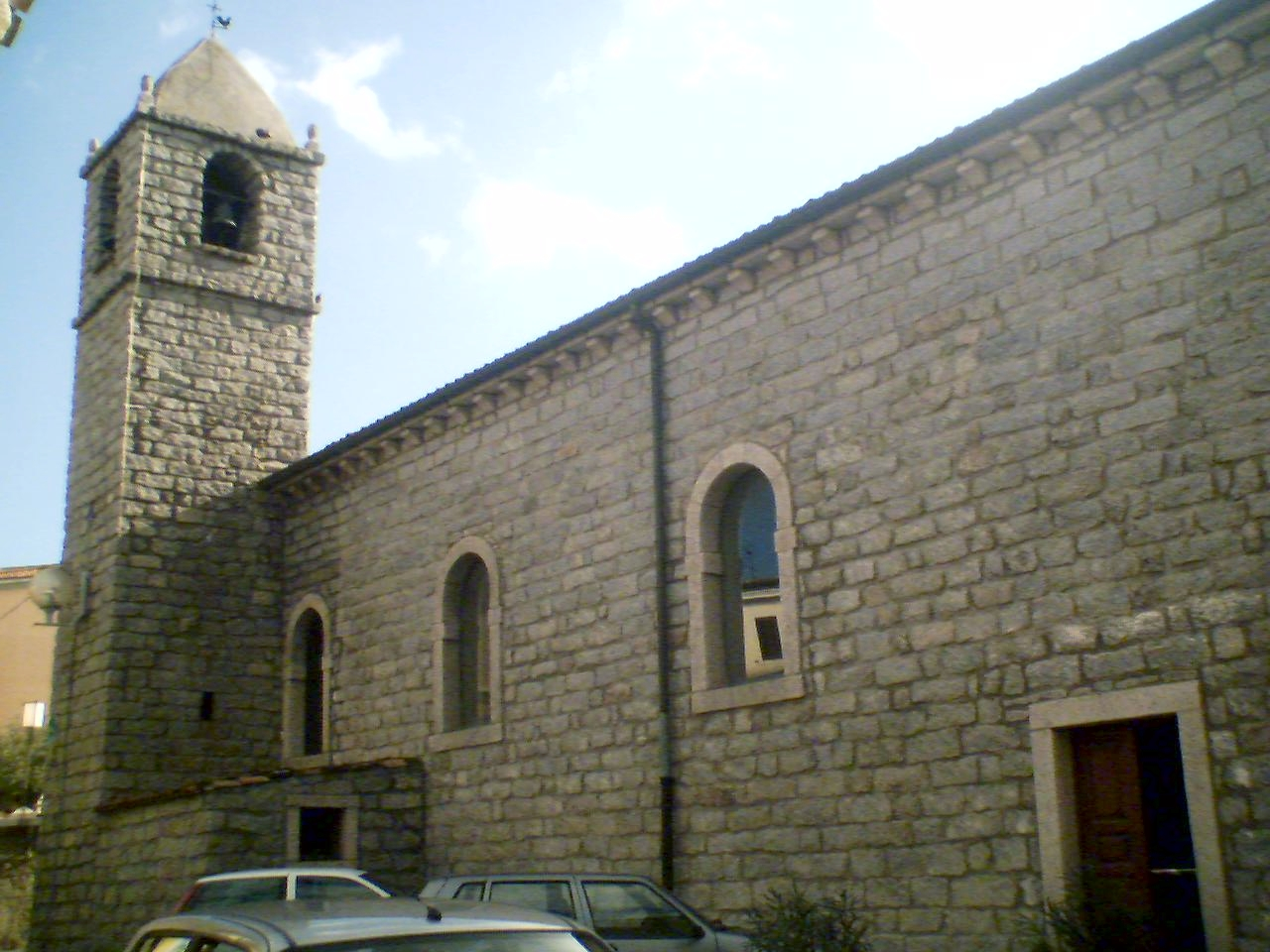
La chiesa settecentesca di S. Maria della Neve

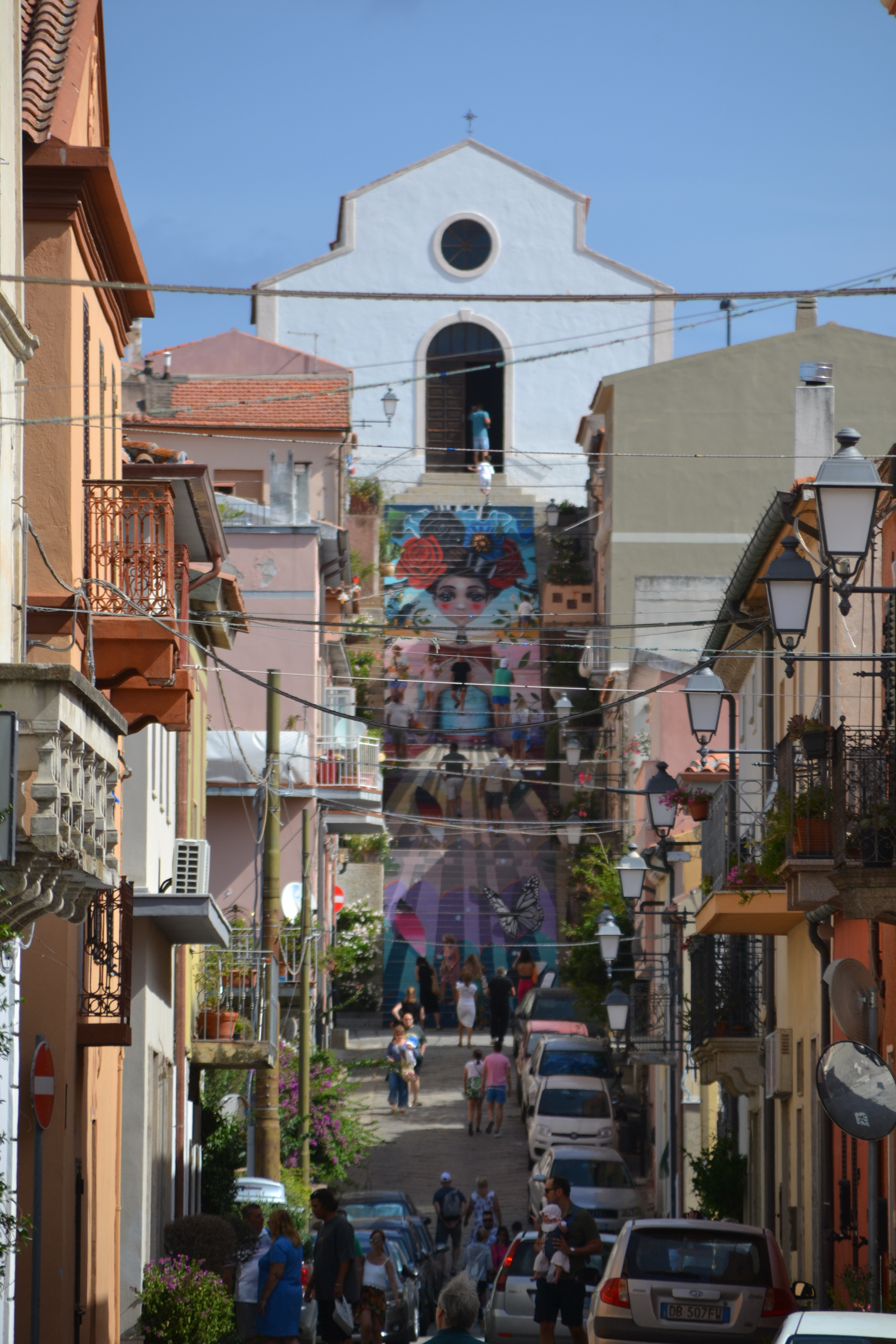
Chiesa di Santa Lucia

Ad Arzachena sono presenti quattro chiese di cui due intitolate a Santa Maria della Neve, una a santa Lucia e una san Pietro. La chiesa più antica, intitolata a Santa Maria della Neve (Santa Maria Maggiore) sorge nel cuore del centro storico, in piazza Risorgimento e risale, almeno nella sua struttura di base, al 1716. Nel 1774 e nel 1864 subì notevoli trasformazioni e solo nel 1922 raggiunse l'aspetto odierno. La sua architettura è quella classica delle chiese urbane galluresi, il prospetto principale termina col profilo del timpano ad arco ribassato, con campate definite da archi a tutto sesto mentre sul lato destro si innalza la torre campanaria a canna quadrata. Nel presbiterio è conservato un raffinato altare ligneo ed un intaglio raffigurante la Vergine col Bambino, riferibili all'epoca di ampliamento della chiesa, nel 1776.
L'altra chiesa di omonima intitolazione sorge poco distante, di recente costruzione è stata terminata nel 1993. Di dimensioni notevoli è realizzata in cemento armato e rivestita con blocchi di granito a vista. Vi si celebra la festa la seconda domenica di settembre.
La chiesa intitolata a santa Lucia risale anch'essa al XVIII secolo e sorge inerpicata su un colle che sovrasta la città e da dove si gode un panorama stupendo. La sua pianta a tre navate ha uno sviluppo di tipo basilicale, un tipo di architettura diffusa nelle chiese rurali galluresi. Vi si celebra la festa il 13 dicembre.
La chiesa di San Pietro, che sorge nell'omonima e centrale via, fu ricostruita dopo essere stata abbattuta del 1934 ma probabilmente già nel Settecento era una piccola chiesa campeste. È stata riaperta al culto nel 1999 dopo un profondo restauro e al suo interno è conservata una statua policroma di San Pietro seduto in cattedra, del XVIII secolo.
Nel territorio di Arzachena sono presenti inoltre numerose chiese campestri, caratterizzate da un'architettura spartana e da una dignitosa povertà negli arredi, presentano tipicamente una pianta rettangolare, con archi a tutto sesto, sostenuti da contrafforti. Come da tradizione locale, l'intitolazione di tali chiese porta il nome del santo ma il cognome del proprietario del terreno nel quale è costruita.

### Siti archeologici

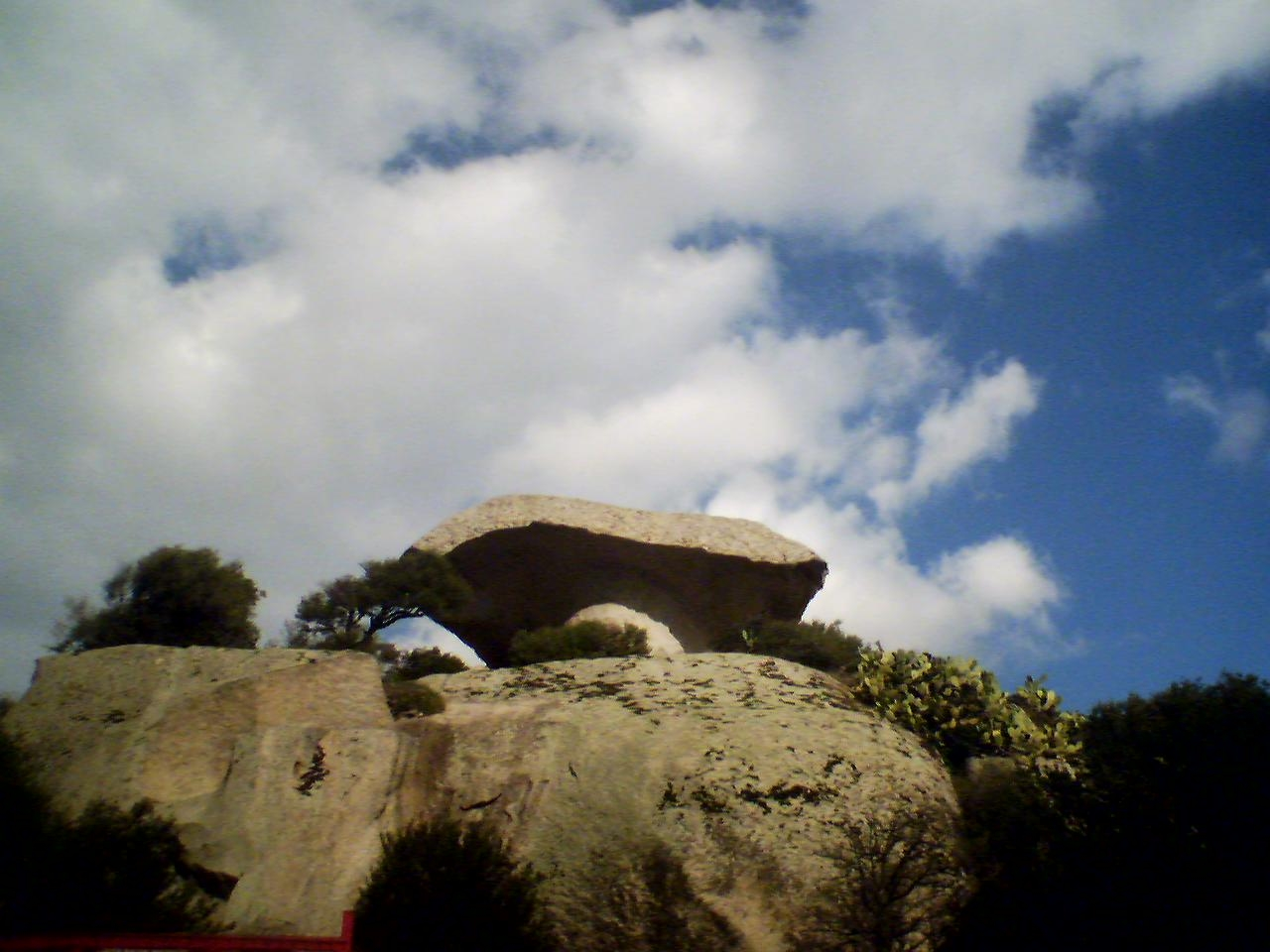
La roccia del fungo, simbolo di Arzachena

Nei pressi sono presenti numerosi monumenti del periodo prenuragico e nuragico, chiara testimonianza di come fosse vitale in questa zona tale cultura. La cultura dei circoli di Arzachena (fine del IV - inizio del III millennio a.C.), tipica e originale di questo luogo, si caratterizza rispetto alla contemporanea Cultura di Ozieri per notevoli differenze architettoniche osservabili nella costruzione delle necropoli, tra cui l'importantissima necropoli di Li Muri. L'architettura è molto semplice, ma unica: i sepolcri, di forma circolare, sono edificati uno accanto all'altro e attorno, piccole casette in pietra raccoglievano probabilmente le offerte dei parenti ai propri defunti. A giudicare dai numerosi oggetti di pregio ritrovati nell'area i defunti sepolti a Li Muri dovevano essere personaggi importanti o appartenenti a una classe di spicco, probabilmente dei pastori-guerrieri.

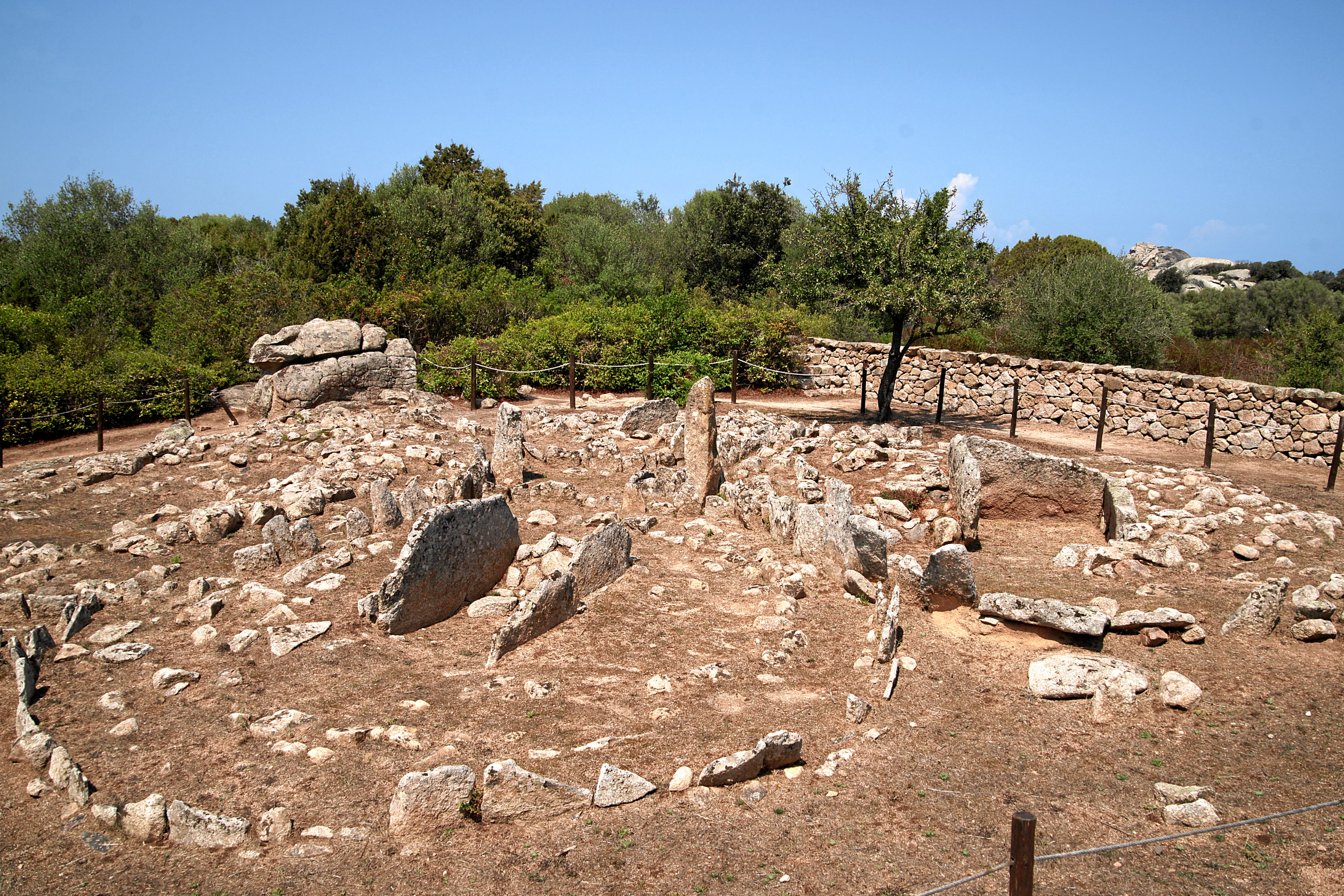
Li Muri

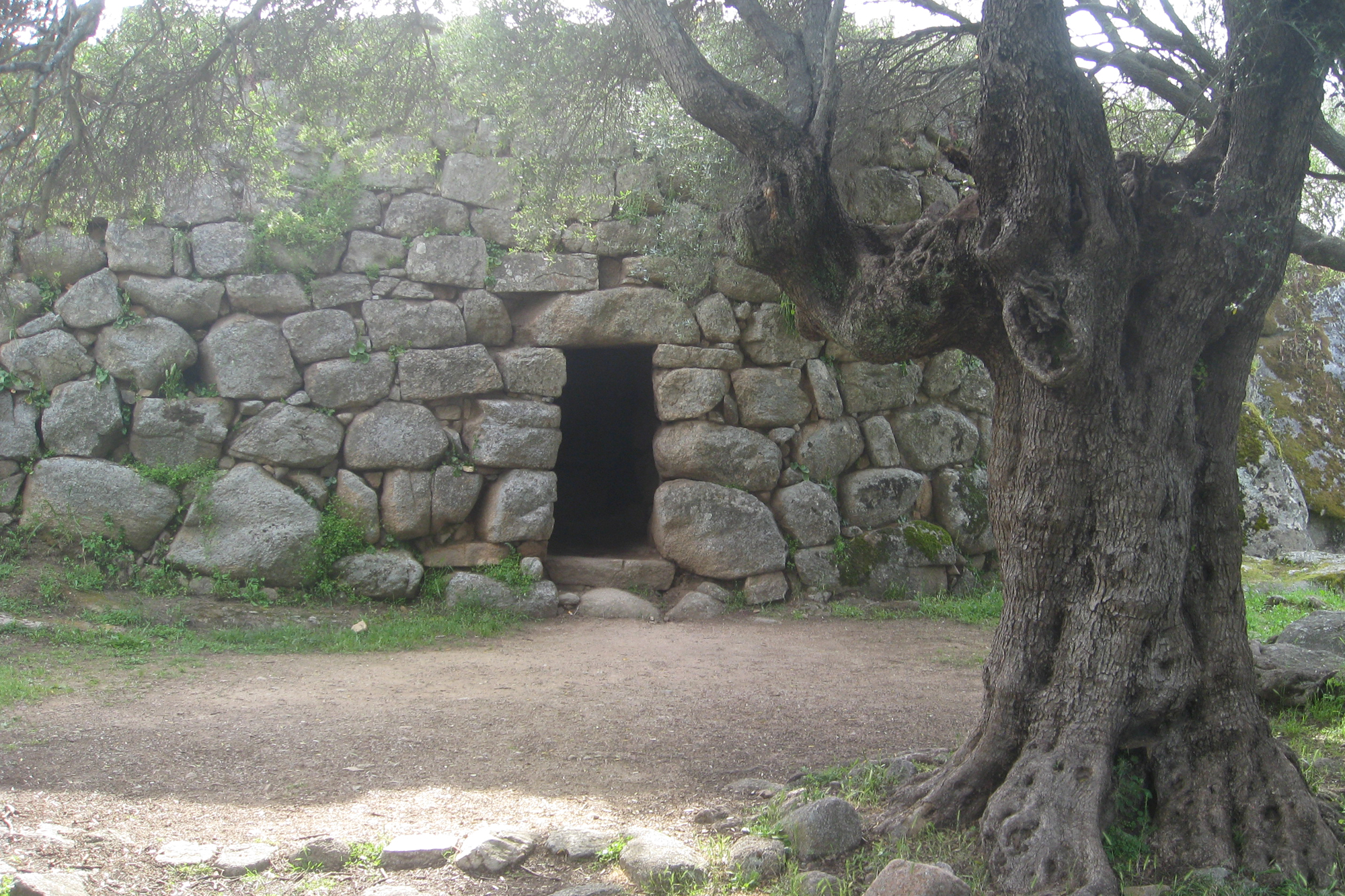
Il nuraghe Albucciu

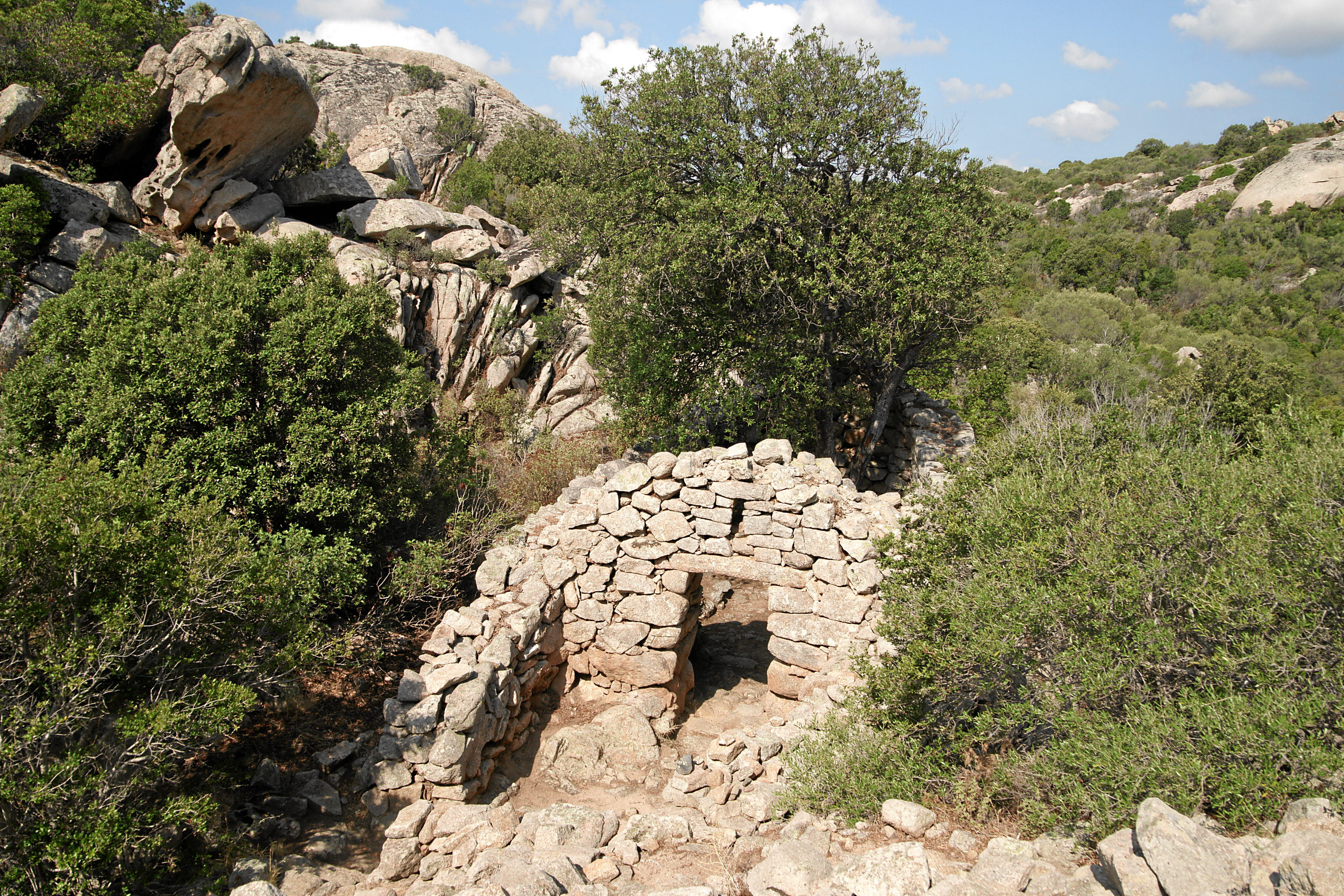
Malchittu

Sulla strada statale 125 in direzione Olbia, alla periferia del centro abitato, un cartello turistico indica la presenza del nuraghe Albucciu. Il nuraghe, edificato a ridosso di un massiccio granitico, è un esemplare di tipo misto. Poco distante dal nuraghe, è stata recentemente portata alla luce una tomba dei giganti priva della grande stele monolitica e al cui interno sono state ritrovate monete ed incisioni puniche, prova evidente che la tomba fu utilizzata anche in epoca successiva a quella nuragica.
Poco distante dal nuraghe Albucciu un altro importante sito archeologico è rappresentato dal complesso nuragico di Malchittu, nel quale spicca per interesse il tempietto omonimo. Databile tra il XVI e il XIV secolo a.C. (Bronzo Medio), di struttura rettangolare presenta un'abside semicircolare dove è ancora presente un bancone per i doni alle divinità. Antistante l'ingresso si trova il temenos, una sorta di sagrato sul quale i pellegrini sostavano nell'attesa di entrare nel Tempio per assistere alle funzioni religiose.
Proseguendo da Arzachena sulla s.s. 427 per Calangianus, dopo 3 km, imboccata una strada sterrata si giunge in località "Li Muri", dove in cima ad una collina domina la tomba dei Giganti denominata "Li Lolghi", costruzione nuragica databile attorno al 1800 a.C. e in ottimo stato di conservazione. La struttura è costituita da l'esedra e la stele, quest'ultima caratterizzata da due lastre di granito sovrapposte, un'architettura ardita per i tempi.
La tomba dei Giganti di Coddu Vecchju, situata in località Capichera nei pressi di Arzachena è il più grande del suo genere e raggiunge col la sua stele granitica centellinata un'altezza di 4,04 metri. La sua costruzione è avvenuta in almeno due periodi distinti: la camera funeraria risalirebbe al bronzo antico (1800-1600 a.C.) mentre l'esedra fu sistemata in periodo più tardo, probabilmente nel bronzo medio (1600-1300 a.C.). All'interno della Tomba e nella vicinanze sono stati rinvenuti reperti di pregio quali collane, vasi, ciotole, tegami e decorazioni varie, conservate e visibili nel museo G. A. Sanna di Sassari. La tomba di Giganti di Coddu Vecchju è pertinente al villaggio del Nuraghe La Prisgiona che si trova a soli 500 metri seguendo la strada che dalla tomba continua verso la collina di Punta d'Acu.

### Località costiere
Il comune di Arzachena ha un territorio particolarmente vasto (dopo Sassari e Olbia è il più esteso della provincia) che racchiude per intero la famosa "Costa Smeralda". Questo fa del comune smeraldino il primo in Sardegna per numero di arrivi e presenze turistiche (il 10,66% delle presenze regionali nel 2005) parzialmente contrastato solo da Alghero. Le località costiere che si susseguono lungo la costa del territorio comunale sono: Porto Cervo, Baja Sardinia e Cannigione.
L'offerta turistica è variegata. Si va dal lussuosissimo Porto Cervo, al centro turistico di prestigio, ma più alla portata di tutti, Baja Sardinia, fino a Cannigione località marina di pregio, dotata di tutti i servizi necessari al turista e di spiagge bellissime ma, sicuramente meno conosciuta e più abbordabile delle prime due.
La zona costiera comunale è particolarmente attrezzata dal punto di vista turistico ricettivo (oltre 13.000 posti letto in alberghi e strutture complementari), ricca di alberghi, agriturismi, ville, ristoranti, discoteche e porti turistici.
Nel comune smeraldino, sono presenti nove alberghi a 5 stelle (sei dei quali a Porto Cervo), numerosi 4 stelle e diversi, benché non numerosissimi 3 stelle. Nel territorio sono presenti quattro porti turistici dei quali tre attrezzati: Porto Cervo, Poltu Quatu e Cannigione più il piccolo molo di Cala Bitta (Baja Sardinia).

### Aree naturali

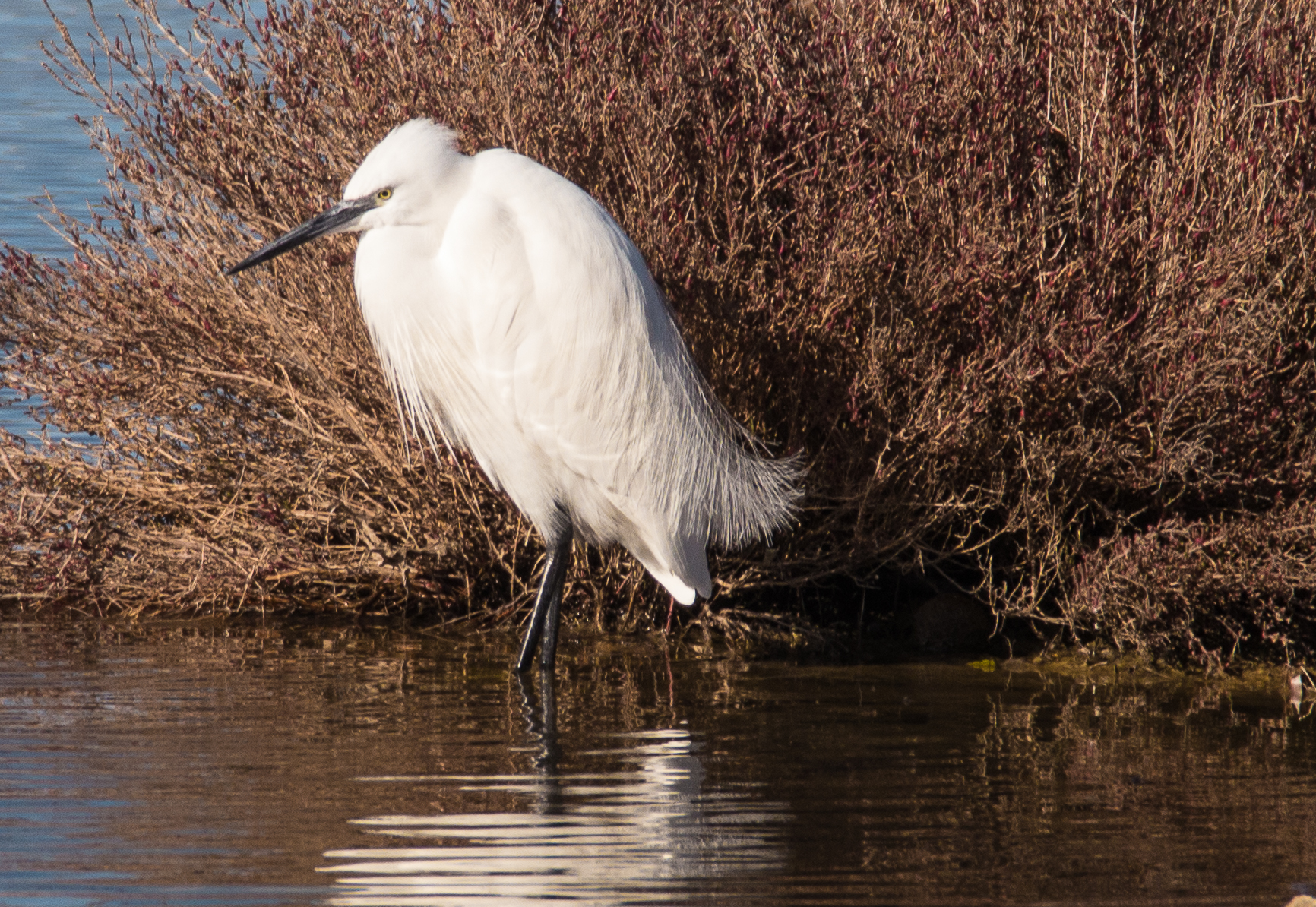
Un esemplare di garzetta (Egretta garzetta)

Nei pressi di Cannigione, il rio San Giovanni sfocia nel golfo di Arzachena creando una delle principali zone umide della Sardegna settentrionale, gli stagni di Saloni nei quali trovano il loro habitat ideale vari uccelli palustri, quali la garzetta, l'airone cenerino, i germani reali, le folaghe, le gallinelle d'acqua ed il rarissimo pollo sultano, riconoscibile per il suo piumaggio blu e le sue lunghe zampe rosse. Saltuariamente scelgono queste acque anche i fenicotteri rosa.

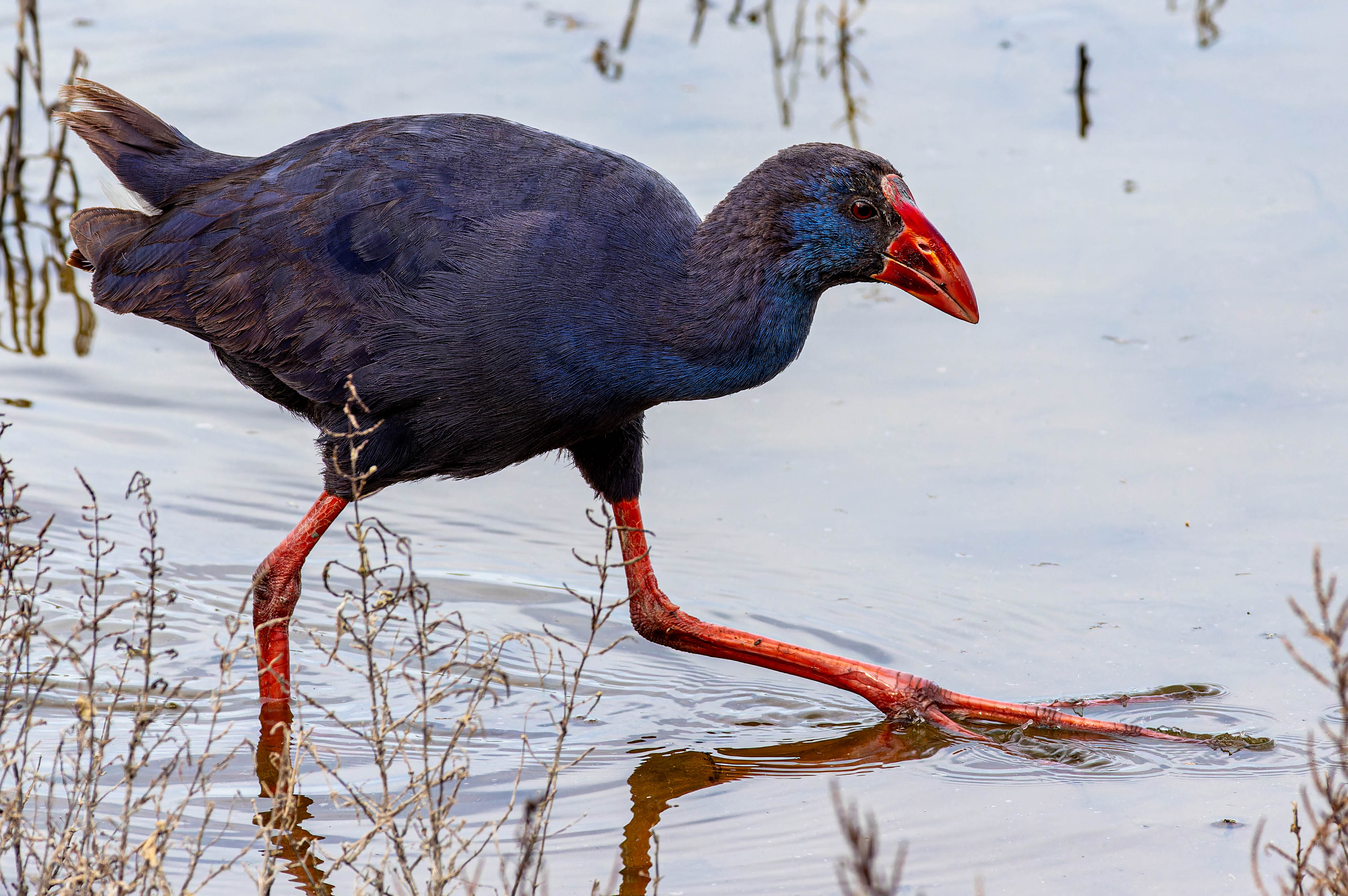
Un esemplare di pollo sultano (Porphyrio porphyrio)

Il pollo sultano, in particolare è un uccello stanziale della famiglia dei Rallidi, misura circa 47 cm, di piumaggio blu-porpora, dal becco e zampe rosse con lunghissime dita con le quali si arrampica agevolmente tra i folti e aggrovigliati canneti, dove costruisce il suo nido e si nasconde durante la notte. Difficilmente si allontana dai canneti ma quando ciò accade, principalmente prima e dopo il tramonto, è in cerca di molluschi e piante acquatiche, la sua dieta principale. Il pollo sultano è una specie rara ed è protetta, in Italia, sin dal 1978.
Spostandosi verso l'interno il paesaggio è disseminato di stazzi, le vecchie abitazioni galluresi che fino a 50 anni fa hanno rappresentato il fulcro della vita contadina, perfettamente inseriti nel paesaggio costituito dai boschi di ulivi e querce oggi vengono ristrutturati per uso abitativo o riconvertiti ad esercizi di turismo rurali.

## Società

### Evoluzione demografica
Abitanti censiti

In base ai dati del censimento 2021 nel comune di Arzachena sono stati rilevati 13 328 abitanti residenti, dei quali 7 132 abitanti (pari al 54%) nel centro urbano di Arzachena. Le rimanenti località abitate del territorio comunale sono distinte in centri abitati, nuclei abitati e case sparse. 

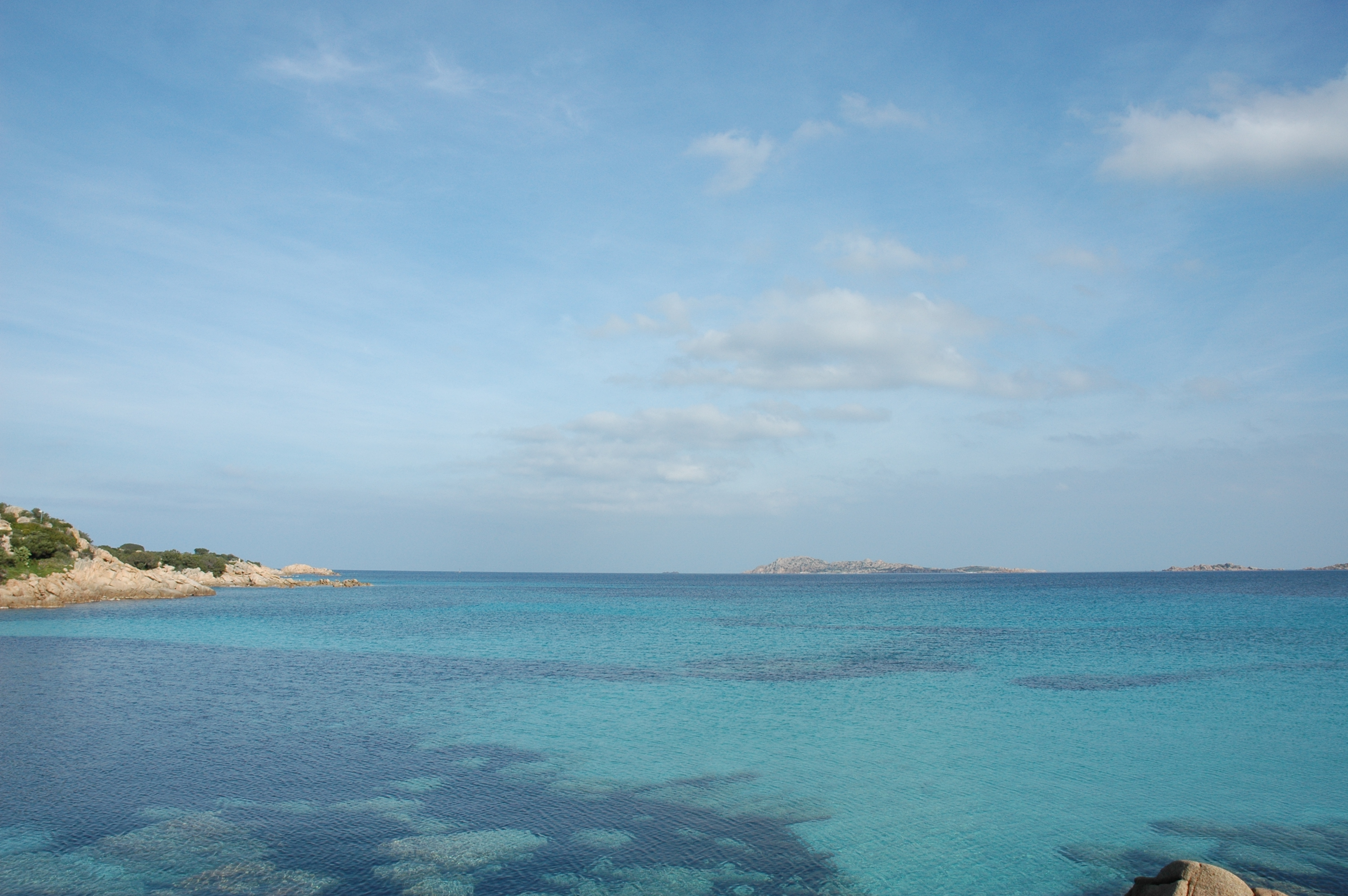
Capriccioli

Dopo il capoluogo comunale, gli altri centri abitati sono Cannigione con 1 258 abitanti, Porto Cervo con 499 abitanti, Abbiadori con 463 abitanti, Liscia di Vacca con 262 abitanti, Baja Sardinia con 183 abitanti, Golfo Pevero con 66 abitanti e Capriccioli con 42 abitanti. Il resto della popolazione è concentrata nei restanti nuclei abitati per 691 abitanti e in case sparse per ulteriori 2 720 abitanti.
Il profilo demografico del Comune si struttura in maniera omogenea su tutto il territorio con un numero di abitanti residenti in case sparse che pesa per il 20% del totale. Le restanti aree urbanizzate (comprensive dei nuclei abitati più prossimi) si possono suddividere in 4 distinti ambiti: Arzachena con 7 338 abitanti, Cannigione con 1 274 abitanti, Porto Cervo con 1 650 abitanti e Baja Sardinia con 346 abitanti. Tuttavia è possibile ridistribuire gli abitanti delle case sparse attribuendoli proporzionalmente in base all'ampiezza degli ambiti anzidetti, restituendo i seguenti risultati:
1. Arzachena (ambito di) con 9 219 abitanti;
2. Cannigione (ambito di) con 1 601 abitanti;
3. Porto Cervo (ambito di) con 2 073 abitanti;
4. Baja Sardinia (ambito di) con 435 abitanti.

### Etnie e minoranze straniere
Al 1º gennaio 2022 ad Arzachena risultavano residenti 1 266 cittadini stranieri pari al 9,5 % della popolazione, le cui nazionalità principali, in base alla percentuale sulla popolazione residente sono:
- Romania 515 abitanti, 3,86 %
- Marocco 247 abitanti, 1,85 %

### Lingue e dialetti
L'idioma parlato è quello gallurese, essenzialmente corso, quindi di ceppo toscano, molto simile a quello parlato nel distretto di Sartena, nel sud della Corsica ma con alcuni influssi derivanti dal substrato logudorese che era parlato antecedentemente durante il periodo giudicale. Il dialetto attuale, diffuso in tutta la Gallura, è il risultato del ripopolamento del territorio ad opera di pastori corsi e delle loro famiglie a partire dal medioevo fino agli inizi del XIX secolo. Nei centri di Olbia, Budoni, Monti, Padru, Golfo Aranci e Luras, pur essendo storicamente di lingua logudorese, è parlato anche il gallurese. Ha sede ad Arzachena la consulta per la difesa di questa lingua, la Consulta Intercomunale del Gallurese. Negli ultimi anni, a seguito di ingenti afflussi di genti non galluresofone e in particolare nelle zone costiere a maggiore concentrazione turistica, si può notare una maggiore tendenza all'utilizzo dell'italiano nonostante ancora tra ragazzi il gallurese sia la lingua maggiormente utilizzata nella comunicazione confidenziale.

## Cultura

### Museo etnografico e mineralogico
Di recentissima costruzione, il Museo etnografico e mineralogico che sorge nel centro urbano
ospita numerosi minerali e fossili acquistati dal Comune da prestigiose collezioni private e
un Centro di documentazione territoriale della scienza della terra e dell'uomo. La collezione è composta da circa 15.000 pezzi, tra minerali e fossili quali archeociatine e trilobiti.

### Cucina
La cucina arzachenese, come tutta quella gallurese è caratterizzata da piatti molto semplici, legati essenzialmente alla vita contadina, ultimamente riscoperti e ricercati.
- Primi piatti. La suppa gadduresa o più semplicemente suppa (da non confondere con la suppa cuàta piatto simile ma tipico dell'interno) è senz'altro il piatto più rappresentativo e noto anche al di fuori della gallura. È tradizione prepararla in occasioni importati quali nozze e festività e si ottiene intingendo delle fette di pane nel brodo di carne, integliando il tutto alternando il pane con strati di formaggio ed erbe aromatiche e cuocendo al forno. Li chjiusòni, gli gnocchi galluresi, si differenziano da quelli sardi per dimensione e lavorazione: La tradizione vuole siano rigorosamente lavorati a mano e che abbiano una dimensione di circa 3 cm. È usanza preparare questo piatto per il primo agosto. Altri piatti importanti sono i fascjoli e taddarini, una zuppa di fagioli e tagliatelle e lu risu cu' li pulpeddi ovvero del riso condito con tocchetti di carne di maiale speziata e sugo di pomodoro.
- Secondi piatti. Uno dei più importanti secondi piatti e rappresentato dalla rivea, coratella di agnello o capretto allo spiedo, spesso preparata anche al tegame (la cògghjia). C'è poi Lu casgiu furriatu ossia del formaggio, generalmente vaccino, fuso e condito con miele o zucchero. Altro secondo importante è La mazza frissa, un impasto di panna e farina cotto a fuoco lento in tegame, con miele o zucchero.
- Dolci. Lu pani e sabba, dolce tipico per Ognissanti è preparato mescolando all'impasto di uova e farina del mosto d'uva cotto. I dolci natalizi sono Li cucciuleddi, conditi con miele o con sabba, li niuleddi e l'acciuleddi, questi ultimi composti di pasta dolce fritta e ricoperta di miele. Il dolce di Carnevale per eccellenza sono però le frittelle (li frisgioli), fritte sovente nell'olio di lentischio detto localmente listincu, il tutto accompagnato dal Vermentino delle vigne del territorio.

#### Vermentino di Gallura
Arzachena è uno dei maggiori comuni produttori di Vermentino di Gallura, un pregiato vino bianco caratteristico del nord Sardegna, il cui vitigno è stato introdotto in Gallura ad opera degli spagnoli (XV - XVIII sec.) ma, secondo il conte di Rovasenda (1877), come uva da tavola. La vera origine è però ancora sconosciuta poiché anche i recenti studi di biologia molecolare si limitano ad indicare un'origine “orientale” della varietà impollinata. Il vino, di colore giallo paglierino con leggeri riflessi verdognoli, ha un sapore delicato e leggermente amarognolo e viene prodotto in diverse tipologie fra cui: bianco secco e superiore. Quest'ultima produzione, certamente di qualità superiore raggiunge un grado alcolico di circa il 14%. La produzione è ammessa solo nei comuni della provincia di Sassari.

## Geografia antropica

### Frazioni
Nel territorio comunale, oltre ai residenti nel capoluogo di Arzachena, sono numerosi gli abitanti presenti in altri centri e nuclei abitati, oltre che in un consistente numero di case sparse. Queste ultime rappresentano circa il 20% della popolazione complessiva e vi risiedono 2 720 persone. Il resto della popolazione, non residente ad Arzachena, è distribuita nelle frazioni comunali. Idealmente queste possono essere ricondotte a tre diversi ambiti territoriali che possono essere riassunti in Cannigione, Baja Sardinia e Porto Cervo sui quali gravitano gli altri nuclei abitati vicini.

#### Abbiadori
Abbiadori è una frazione del comune di Arzachena. Conta circa 463 abitanti, sorge a 116 metri s.l.m., a due chilometri a sud di Porto Cervo, e a poca distanza dalle bellissime spiagge della Costa Smeralda, come la spiaggia del Principe e Capricciòli. Nato attorno ad un vecchio stazzo, Abbiadori, si sta velocemente sviluppando demograficamente e urbanisticamente, specie dopo la concessione da parte del comune dello status di zona urbana, che consente di evitare i vincoli paesaggistici, altrimenti strettissimi in questo tratto di costa e nell'immediato entroterra. Poco distante da Abbiadori, dal progetto dell'architetto americano Robert Trent Jones, sorge uno dei migliori campi da golf del mondo: il Pevero Golf Club. Costituito da 18 buche e 72 par è incluso nella lista Europe's Elite selection della Professional Golfer's Association (PGA), e membro dei Relais du Golf.

#### Baja Sardinia
Baja Sardinia (Cala Battistòni in gallurese, dal nome della cala su cui si affaccia l'abitato) è una frazione di circa 183 abitanti. Famosa località turistica e balneare nata dall'iniziativa di un imprenditore italiano, sorge nell'estrema punta nord della penisola della Costa Smeralda, a ovest di Porto Cervo, ma non inclusa in tale consorzio. La sua architettura si ispira a quella della vicina Porto Cervo ma ha un'estensione inferiore e non possiede un porto. Nelle vicinanze sono presenti numerosi locali notturni e un famoso parco giochi acquatico. È tra le poche località della costa ad avere un'ampia baia a mare attrezzata per la balneazione.

#### Cannigione
Cannigione (Lu Cannisgiòni in gallurese) è una frazione che conta 1 258 abitanti situata a circa 5 km dal capoluogo. Sorta agli inizi del Novecento come un villaggio di pescatori oggi è in grande sviluppo sia urbanistico che demografico, principalmente grazie al turismo balneare promosso soprattutto dalla vicina Costa Smeralda, mentre la pesca è divenuta oggi un settore secondario. Contigue a Cannigione sorgono le località di La Conia, Tanca Manna, Mannena e Barca bruciata (gall:Balca brusgiata), quest'ultima così chiamata in seguito alla ritorsione degli abitanti locali nei confronti di un carbonaio toscano, colpevole di aver tagliato i boschi in modo incontrollato e non gradito, al quale venne bruciata la barca utilizzata per il trasporto. Cannigione possiede un grazioso porto turistico, da dove partono, nel periodo estivo, le imbarcazioni per il vicino arcipelago di La Maddalena. 
A Cannigione è presente, dal 2015, il commissariato di polizia competente per il comune di Arzachena e le sue frazioni.
A Cannigione trova inoltre posto una chiesa dedicata a San Giovanni Battista.

#### Poltu Quatu
Poltu Quatu è una frazione del comune nata alla fine degli anni ottanta. Deve il suo nome alla denominazione gallurese del luogo, che significa "porto nascosto", in quanto costituito da un'insenatura naturale nascosta da una vegetazione molto fitta. Il porto è stato costruito cementificando lo stupendo fiordo naturale. Oltre al porto, di fronte ad esso, è stato costruito un villaggio, un hotel, un residence e numerosi ristoranti. Si trova lungo la strada che da Porto Cervo conduce a Baja Sardinia. La sua popolazione residente è molto esigua, ma durante il periodo estivo diventa un centro molto attivo. Il porto turistico e la piazzetta centrale si affollano durante tutta la stagione estiva. Da non confondere con Poltu Cuadu, che è invece un quartiere di Olbia.

#### Porto Cervo

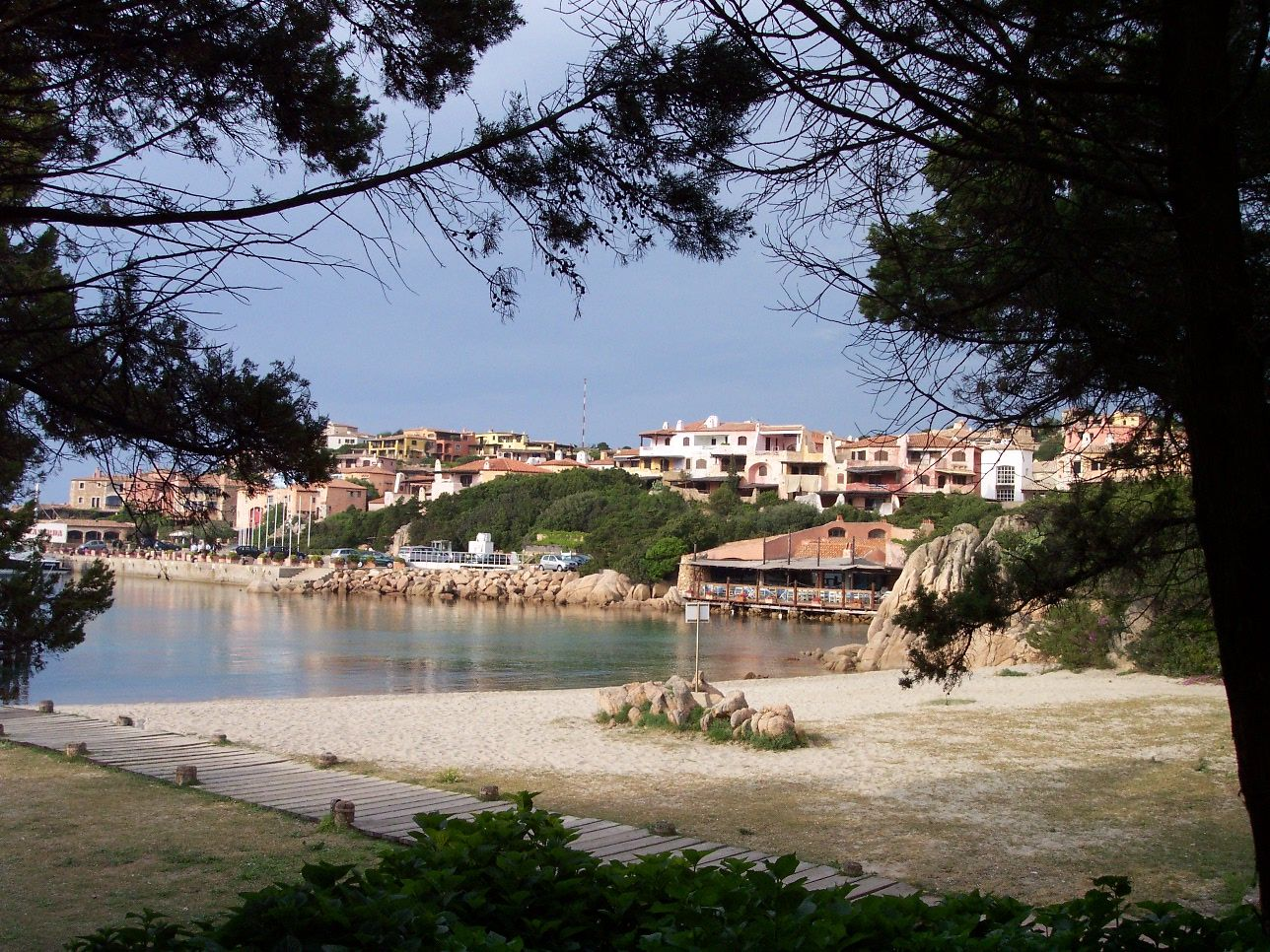
Uno scorcio di Porto Cervo

Porto Cervo (Poltu Celvu in gallurese) è la più nota frazione del comune. Sebbene sia il principale centro della Costa Smeralda ha una popolazione residente di soli 499 abitanti, ma la sua popolazione cresce in misura molto consistente durante il periodo estivo, quando decine di migliaia di vacanzieri affollano le sue spiagge, le vie e le piazze.

#### Altre frazioni
Oltre a quelle già citate, che sono le più conosciute e importanti dal punto di vista demografico, si annoverano:
- La Conia (località marina, situata sul lungomare del Golfo di Arzachena, ormai integrata con Cannigione);
- Liscia di Vacca (località poco distante dalla più famosa Porto Cervo, abitata da già prima della nascita di quest'ultimo);
- Santa Teresina (borgo dell'entro terra, situato lungo la strada che da Arzachena, distante circa 10 chilometri, conduce a Porto Cervo);
- Monti Canaglia (borgo dell'entro terra distante circa 9 chilometri da Arzachena e 5 dalla costa);
- Padula d'Izzana (borgo situato a poco più di 1,5 chilometri da Arzachena sviluppatosi negli ultimi anni grazie ai costi abitativi più attenuati rispetto al centro);
- Giuannicheddu (località che racchiude diversi stazzi, situato lungo la strada che da Arzachena porta a Porto Cervo in direzione di San Pantaleo).

## Economia
Un tempo legata principalmente all'agricoltura, è oggi quasi totalmente riconvertita al turismo, il quale rappresenta il settore trainante, non solo di Arzachena ma di tutti i comuni limitrofi. Il comune smeraldino può contare su una disponibilità ricettiva superiore ai tredicimila posti letto, di gran lunga superiore a qualsiasi altro comune sardo. Il terziario ad Arzachena rappresenta, inoltre, un settore molto sviluppato legato soprattutto al turismo, essendo il capoluogo, benché non molto conosciuto, il vero centro amministrativo dell'intera "Costa Smeralda". Altre attività produttive sono l'edilizia, l'estrazione del granito e la produzione di prestigiosi vini bianchi tra i quali spiccano quelli del disciplinare Vermentino di Gallura DOCG.

## Infrastrutture e trasporti

### Strade
Arzachena è attraversata dalla Strada statale 125 Orientale Sarda e dalla Strada statale 427 della Gallura Centrale.
Il centro urbano è dotato di una circonvallazione (che collega la SS 125 con la SS 427) di una lunghezza di circa 8 chilometri, che consente di passare ad Ovest del centro evitando così l'attraversamento dell'abitato.

### Ferrovie

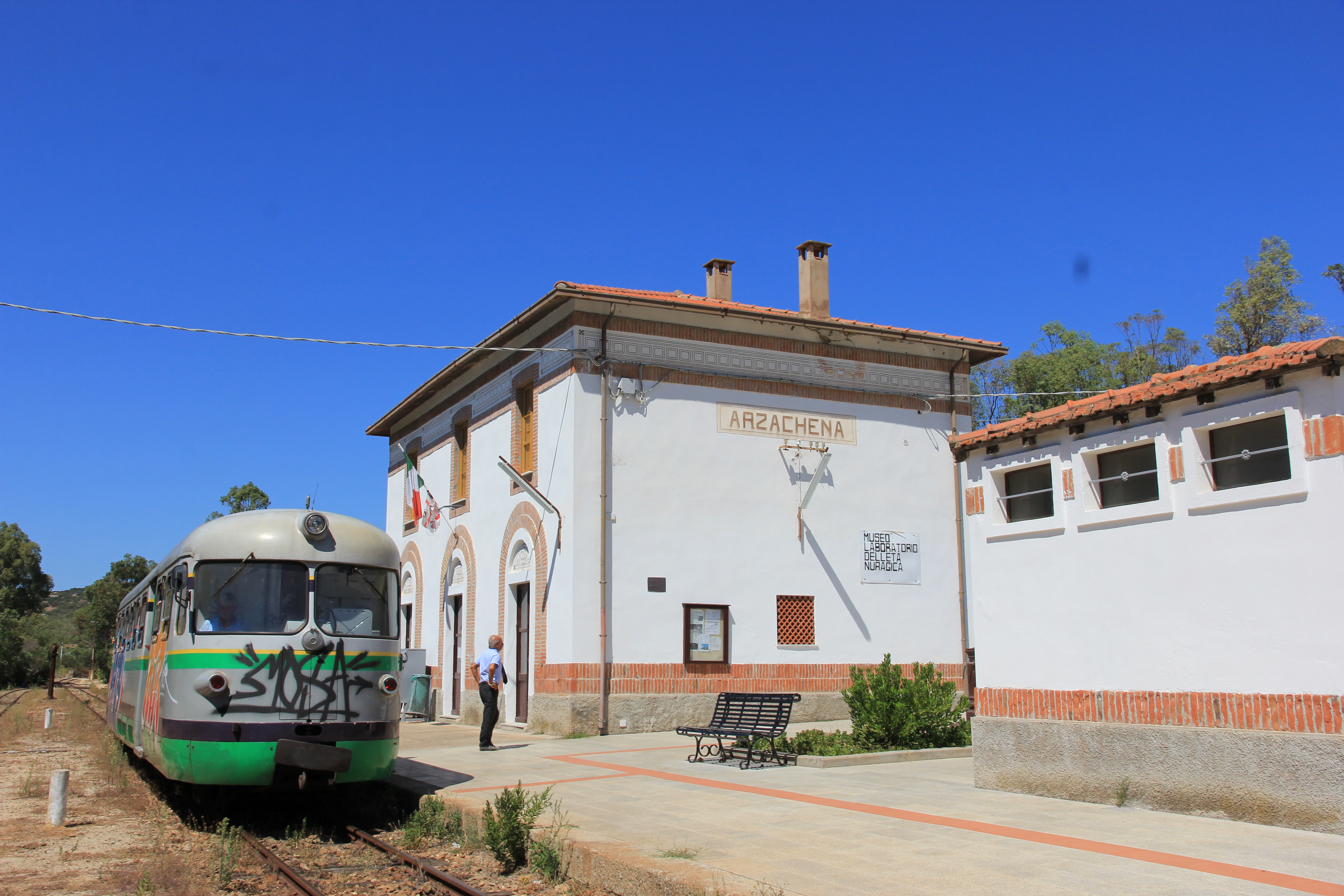
La stazione ferroviaria di Arzachena

Arzachena è attraversata dalla ferrovia Sassari-Tempio-Palau, linea utilizzata in questo tratto sino al 1997 per i servizi di trasporto pubblico e successivamente per esclusivi impieghi turistici legati al Trenino Verde. A ridosso dell'abitato è posta la stazione di Arzachena, inoltre nel territorio comunale si trovano le fermate di Surrau, Caldosa, Capichera e Oddastru.

## Amministrazione
| Periodo          | Periodo          | Primo cittadino           | Partito                             | Carica  | Note   |
| ---------------- | ---------------- | ------------------------- | ----------------------------------- | ------- | ------ |
| 20 novembre 1994 | 29 novembre 1998 | Pietro Stefano Filigheddu | "Eterogenea"                        | Sindaco | [ 25 ] |
| 29 novembre 1998 | 25 maggio 2003   | Pietro Stefano Filigheddu | lista civica                        | Sindaco | [ 26 ] |
| 25 maggio 2003   | 15 giugno 2008   | Pasquale Ragnedda         | lista civica                        | Sindaco | [ 27 ] |
| 15 giugno 2008   | 10 giugno 2012   | Piero Stefano Filigheddu  | lista civica "Uniti per Arzachena"  | Sindaco | [ 28 ] |
| 10 giugno 2012   | 11 giugno 2017   | Alberto Ragnedda          | lista civica                        | Sindaco | [ 29 ] |
| 11 giugno 2017   | 13 giugno 2022   | Roberto Ragnedda          | lista civica "Alleanza Democratica" | Sindaco | [ 30 ] |
| 13 giugno 2022   | in carica        | Roberto Ragnedda          | lista civica "Arzachena insieme"    | Sindaco | [ 31 ] |

### Gemellaggi
- Porto Vecchio
- Ibiza
- Sharm el-Sheikh

## Sport

### Calcio
Ad Arzachena sono presenti diverse società sportive, tra le quali possiamo ricordare nel calcio l'Arzachena Costa Smeralda Calcio, con alle spalle oltre 20 campionati nazionali (tra quarta e quinta serie), oltre a due apparizioni in serie C (terza serie nazionale negli anni 2017 e 2018) e che nella stagione 2024-2025 milita in Promozione, il Porto Cervo, militante nel campionato di 2ª Categoria, l'Arzachena 2015 ed il Tre Monti impegnate nel campionato di Terza Categoria.

### Altri sport
Nel volley maschile, è attivo il Fungo Arzachena che attualmente milita in Serie B2. Da ricordare anche il circolo tennistico Corracilvuna, l'Associazione sportiva Atletica Arzachena e la squadra ciclistica Polisportiva C.O.M. A luglio 2011 ha ospitato il secondo turno del Gruppo 1 Europa/Africa di Coppa Davis tra Italia e Slovenia. Anche la vela è uno sport importante per il comune gallurese con il club nautico Arzachena.
Negli scacchi è attiva l' A.S.D. Arzachess, fondata nel 2013, che dal 2023, prima tra le sarde, milita in serie Master nel Campionato Italiano a Squadre(C.I.S.) di scacchi e che si impegna nella divulgazione del gioco su tutto il territorio gallurese.